# José Luis Paradas Romero
José Luis Paradas Romero (Antequera, Málaga, Andalucía, España, 16 de octubre de 1972) es un exárbitro de fútbol español de la Primera División de España. Perteneció al Comité de Árbitros de Andalucía.

## Trayectoria
Debutó el 2 de septiembre de 2000. En la temporada 2006/2007 en Segunda División española se hizo con el Trofeo Guruceta con el coeficiente de 1,21, consiguiendo subir a Primera División Española.
Debutó en Primera División de España el 2 de septiembre de 2007 en el partido Levante Unión Deportiva contra el Real Murcia Club de Fútbol (0-0).
El 27 de febrero de 2013 comunicó al presidente del Comité Técnico de Árbitros su retirada oficial del arbitraje, por discrepancias con el director técnico del Comité para el Fútbol Profesional, Manuel Díaz Vega, a raíz del último encuentro que dirigió entre el Real Madrid Club de Fútbol y el Rayo Vallecano de Madrid (2-0), el 17 de febrero de 2013.
El día 1/07/2013 se hace oficial su descenso por decisión propia, ocupando el último lugar en la clasificación.

## Premios
- Silbato de oro de Segunda División (1): 2006
- Trofeo Guruceta (1): 2007